# 6188 Robertpepin
6188 Robertpepin este un asteroid din centura principală de asteroizi.

## Descriere
6188 Robertpepin este un asteroid din centura principală de asteroizi. A fost descoperit pe 16 septembrie 1988 la Cerro Tololo de Schelte J. Bus. Asteroidul prezintă o orbită caracterizată de o semiaxă mare de 3,16 ua, o excentricitate de 0,18 și o înclinație de 2,2° în raport cu ecliptica.